# Вукосава Марјановић Томић
Вукосава Марјановић Томић (Београд, 23. јануар 1887 — Београд, 25. јун 1979) била је српска хемичарка и прва жена из Србије која је постала доктор наука.

## Биографија
Породица Марјановић потиче из Ниша, а у Београд се преселила око 1770. године. Најпре су живели на Топчидеру, а када је у том крају почело зидање цркве и конака, преселили су се на територији Палилуле.
Рођена је у Београду, 23. јануара 1887. године. Њена породица живела је на Палилули, близу данашњег Ташмајданског парка. Имала је три сестре и брата. Након основне, завршава Високу женску школу, која је била у рангу гимназије. Након смрти родитеља, са пунолетством, стиче део наследства који користи за одлазак на студије органске хемије на Природно-математичком факултету у Женеви. Звање доктора наука стекла је 1913. године.
После одбране доктората вратила се одмах у Београд, где је до почетка Првог светског рата 1914. године радила у Државној хемијској лабораторији. За време рата, свој допринос је дала справљањем лекова и превијањем рањеника. Када се рат завршио, кратко време је радила у Царинској лабораторији на Сави. Ту је упознала свог будућег супруга, Душана Томића, првог инжењера технологије, професора Техничког факултета у Београду. Након удаје 1921. године, одлучила је да престане да ради и да се посвети породици. Своју одлуку образлаже тиме да се запосленој жени мало плаћало.
Током Другог светског рата, имовину су им узурпирали Немци, а након рата, комунисти. Временом, породици је враћен део имања, али никада у обиму као пре рата. Душан бива притворен, па пуштен на интервенцију једног од Брозових лекара. Преминуо је 1947. године од последица тамновања. У браку са Душаном имала је два сина.
Умрла је 25. јуна 1979. године од можданог удара.